# Katja Mayer
Katja Mayer (* 4. Januar 1968 in Augsburg) ist eine ehemalige deutsche Triathletin und Ironman-Siegerin (1999).

## Werdegang
Katja Mayer studierte Sportwissenschaften und Mathematik an den Universitäten München und Augsburg und legte 1996 ihr Staatsexamen in Mathematik und Sport ab. 1998 begann sie als Lizenztrainerin für Triathlon und Radsport und seit 2003 ist sie zudem nebenberuflich Lehrbeauftragte an der Universität Augsburg und Dozentin am medizinischen Fortbildungszentrum für Krankengymnastik.
1992 konnte sich Katja Mayer erstmals für einen Startplatz bei der Weltmeisterschaft auf Hawaii über die Langdistanz (3,86 km Schwimmen, 180,2 km Radfahren und 42,195 km Laufen) qualifizieren und errang den Amateur-Weltmeister-Titel. Seit 1996 trainierte sie Triathleten, Läufer, Radrennfahrer, Mountainbiker, Inline-Skater und Rollstuhlfahrer.

### Vizeeuropameisterin Triathlon Langdistanz 1997
Sie wurde 1997 Vizeeuropameisterin in Fredericia (Dänemark), siegte 1999 beim Ironman Florida und erlangte zahlreiche Top-Platzierungen bei nationalen und internationalen Triathlon- sowie Ironman-Veranstaltungen.
Von 1994 bis 2001 war sie Mitglied der deutschen Nationalmannschaft im Triathlon. Katja Mayer kann 35 erfolgreiche Ironman-Teilnahmen, darunter acht erfolgreiche Ironman-Hawaii-Teilnahmen, verbuchen. Bei insgesamt zwanzig Ironman-Wettkämpfen war sie in den Top 5 platziert.
Seit Sommer 2003 ist Katja Mayer  verheiratet, im November 2004 bekam das Paar einen Sohn und drei Jahre später wurde eine Tochter geboren.
Katja Mayer ist Inhaberin einer Event-Agentur, die zunächst Veranstaltungen wie den Kuhsee-Triathlon in Augsburg, den Augsburger Stadtlauf und den Augsburger Firmenlauf organisierte. Seit 2014 ist sie auch für die Organisation des Münchner Stadtlaufs, der mit über 20.000 Teilnehmern zu den größten Volksläufen in Deutschland zählt, verantwortlich.

## Sportliche Erfolge
| Datum/Jahr    | Rang | Wettbewerb          | Austragungsort | Zeit     | Bemerkung                                                                 |
| ------------- | ---- | ------------------- | -------------- | -------- | ------------------------------------------------------------------------- |
| 21. Juni 1999 | 1    | Neufelder Triathlon | Neufelder See  | 02:22:10 | Olympische Distanz (1,5 km Schwimmen, 40 km Radfahren und 11,4 km Laufen) |

| Datum/Jahr | Rang | Wettbewerb       | Austragungsort | Zeit | Bemerkung |
| ---------- | ---- | ---------------- | -------------- | ---- | --------- |
| 1993       | 1    | Allgäu Triathlon | Immenstadt     |      |           |

| Datum/Jahr    | Rang | Wettbewerb                                         | Austragungsort   | Zeit     | Bemerkung                                         |
| ------------- | ---- | -------------------------------------------------- | ---------------- | -------- | ------------------------------------------------- |
| 8. Nov. 2003  | 14   | Ironman Florida                                    | Panama City      | 10:04:42 |                                                   |
| 25. Mai 2003  | 5    | Ironman Brasil                                     | Florianópolis    | 10:06:53 |                                                   |
| 25. Mai 2002  | 4    | Ironman Brasil                                     | Florianópolis    | 09:44:41 | hinter der Siegerin Nicole Leder                  |
| 9. Nov. 2002  | 9    | Ironman Florida                                    | Panama City      | 09:56:38 | hinter der Siegerin Bella Comerford               |
| 5. Aug. 2001  | 9    | ITU Long Distance Triathlon World Championship     | Fredericia       | 10:09:52 | hinter der dänischen Siegerin Lisbeth Kristensen  |
| 26. Mai 2001  | 7    | Ironman Brasil                                     | Florianópolis    | 09:55:14 |                                                   |
| 14. Okt. 2000 | 39   | Ironman Hawaii                                     | Hawaii           | 10:46:49 |                                                   |
| 2. Juli 2000  | 4    | Ironman Korea                                      | Seogwipo         | 10:21:27 |                                                   |
| 6. Nov. 1999  | 1    | Ironman Florida                                    | Panama City      | 09:47:51 |                                                   |
| 1999          | 10   | Ironman Lanzarote                                  | Playa del Carmen | 11:33:14 |                                                   |
| 1999          | DNF  | Ironman New Zealand                                | Taupō            | –        |                                                   |
| 1. Okt. 1998  | 22   | Ironman Hawaii                                     | Hawaii           | 10:35:29 |                                                   |
| 1998          | 2    | Ironman Austria                                    | Klagenfurt       | 09:39:48 |                                                   |
| 1998          | 7    | Ironman New Zealand                                | Auckland         | 10:27:47 |                                                   |
| 18. Okt. 1997 | 19   | Ironman Hawaii                                     | Hawaii           | 10:38:55 |                                                   |
| 1997          | 2    | ETU European Triathlon Long Distance Championships | Fredericia       |          | Vizeeuropameisterin auf der Triathlon-Langdistanz |
| 1997          | 4    | Ironman New Zealand                                | Auckland         | 10:14:05 |                                                   |
| 26. Okt. 1996 | 19   | Ironman Hawaii                                     | Hawaii           | 10:08:40 |                                                   |
| 11. Aug. 1996 | 3    | Euroman Switzerland                                | Zürich           | 09:54:03 |                                                   |
| 1996          | 4    | Ironman New Zealand                                | Auckland         | 10:20:05 |                                                   |
| 7. Okt. 1995  | 14   | Ironman Hawaii                                     | Hawaii           | 10:21:42 |                                                   |
| 1. Okt. 1994  |      | Ironman Hawaii                                     | Hawaii           | 10:24:07 |                                                   |
| 1993          | 3    | Ironman Lanzarote                                  | Playa del Carmen | 11:02:24 |                                                   |
| 1992          |      | Ironman Hawaii                                     | Hawaii           | 10:45:26 | Ironman-Amateur-Weltmeisterin in der AK 18        |

(DNF – Did Not Finish)